# Havsnäs
Havsnäs är en by i Alanäs distrikt (Alanäs socken) i Strömsunds kommun, Jämtlands län. Fram till och med 1995 klassades Havsnäs som en småort. Mellan 2015 och 2020 avgränsade SCB här åter en småort.
Energimyndigheten har valt att gå in och stödja vindkraftsetablering här med 20 miljoner kronor.